# Ленская улица (Санкт-Петербург)
Ле́нская улица — улица в Красногвардейском районе Санкт-Петербурга. Широтная улица в жилом районе Ржевка-Пороховые, а также в историческом районе Пороховые. Проходит от Индустриального проспекта до улицы Коммуны. Параллельна проспекту Косыгина и Хасанской улице.

## История
Улица была намечена в проекте детальной планировки района Ржевка-Пороховые в 1962 году.
Получила название 6 декабря 1976 года по другой упразднённой улице, которую с 1910 года именовали по реке Лене, но позднее стали связывать с Ленским расстрелом, произошедшим в 1912 году на приисках, расположенных по притокам реки Лены.

## Пересечения
С запада на восток (по увеличению нумерации домов) Ленскую улицу пересекают следующие улицы:
- Индустриальный проспект — Ленская улица примыкает к «карману»;
- Проспект Наставников — пересечение;
- Белорусская улица — пересечение;
- Улица Коммуны — Ленская улица примыкает к ней.

## Транспорт
Ближайшие к Ленской улице станции метро — «Ладожская» (около 2,3 км по прямой от начала улицы) и «Проспект Большевиков» (около 2,4 км по прямой от начала улицы) 4-й (Правобережной) линии.
По участку Ленской улицы от проспекта Наставников до улицы Коммуны проходит автобусный маршрут № 124. По участку от проспекта Наставников до Белорусской улицы проходят автобусные маршруты № 28 и 153. По участку от Белорусской улицы до улицы Коммуны с остановкой проходят автобусные маршруты № 15, 24, 169 и 174, без остановки — маршруты № 23, 27, 37 и 77.
На расстоянии около 300 м по прямой от конца Ленской улицы находится железнодорожная станция Заневский Пост, на расстоянии около 2,3 км от начала улицы — Ладожский вокзал.

## Общественно значимые объекты
- школа № 431 / ДЮСШ № 2[уточнить] — дом 1, корпус 2;

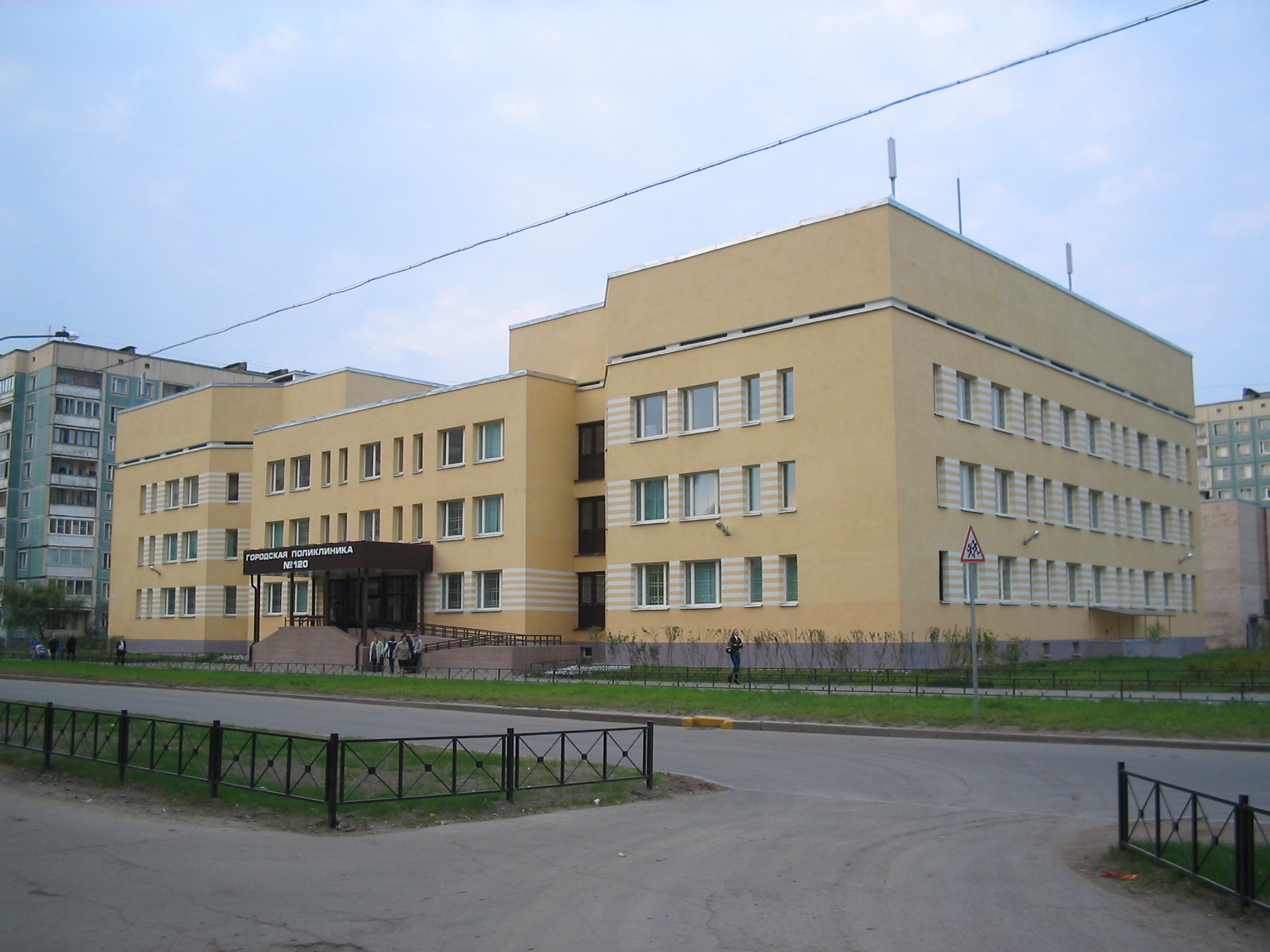
Ленская улица, дом 4. Городская поликлиника № 120. 2005 год

- Дворец детского (юношеского) творчества «На Ленской» — дом 2, корпус 2;
- поликлиника № 120 — дом 4, корпус 1;
- общежитие СПбГИК — дом 6, корпус 1;
- супермакет «Пятёрочка» — дом 6, корпус 2;
- детский сад № 81 — дом 6, корпус 4;
- детский сад № 53 — дом 9, корпус 3;
- детский сад № 87 — дом 11, корпус 3;
- супермаркет «Перекрёсток» — дом 12, корпус 1, литера А;
- детский сад № 59 — дом 17, корпус 5;
- универсам «Семишагофф» — дом 18;
- детский сад[уточнить] № 8 — дом 16, корпус 4;
- детский сад № 91 — дом 20, корпус 2.